# Eurypyle (Amazone)
Pour les articles homonymes, voir Eurypyle.
Eurypyle était une reine des Amazones nubiennes ayant mené des expéditions de guerrières contre Ninive et Babylone vers 1760 av. J.-C.
L'admiration d'Eurypyle pour Babylone est rapportée dans les commentaires d'Eustathe de Thessalonique sur Dionysius Periegetes où il raconte qu'Eurypyle s'était emparée de Babylone afin d'en défendre la beauté. Les transformations qui y avaient été entreprises par Sémiramis l'avaient rendue furieuse.

## Art contemporain
En 1979, l'artiste féministe américaine Judy Chicago réalise une œuvre intitulée The Dinner Party (Le Dîner festif), aujourd'hui exposée au Brooklyn Museum, où elle inclut l'héroïne Eurypyle parmi les 1 038 femmes qu'elle y représente. L'œuvre se présente sous la forme d'une table triangulaire de 39 convives (13 par côté), chaque convive étant une femme, figure historique ou mythique. Les noms des 999 autres femmes figurent sur le socle de l'œuvre. Le nom d'Eurypyle figure sur le socle : elle y est associée aux Amazones, septième convive de l'aile I de la table.